# Państwo holarktyczne

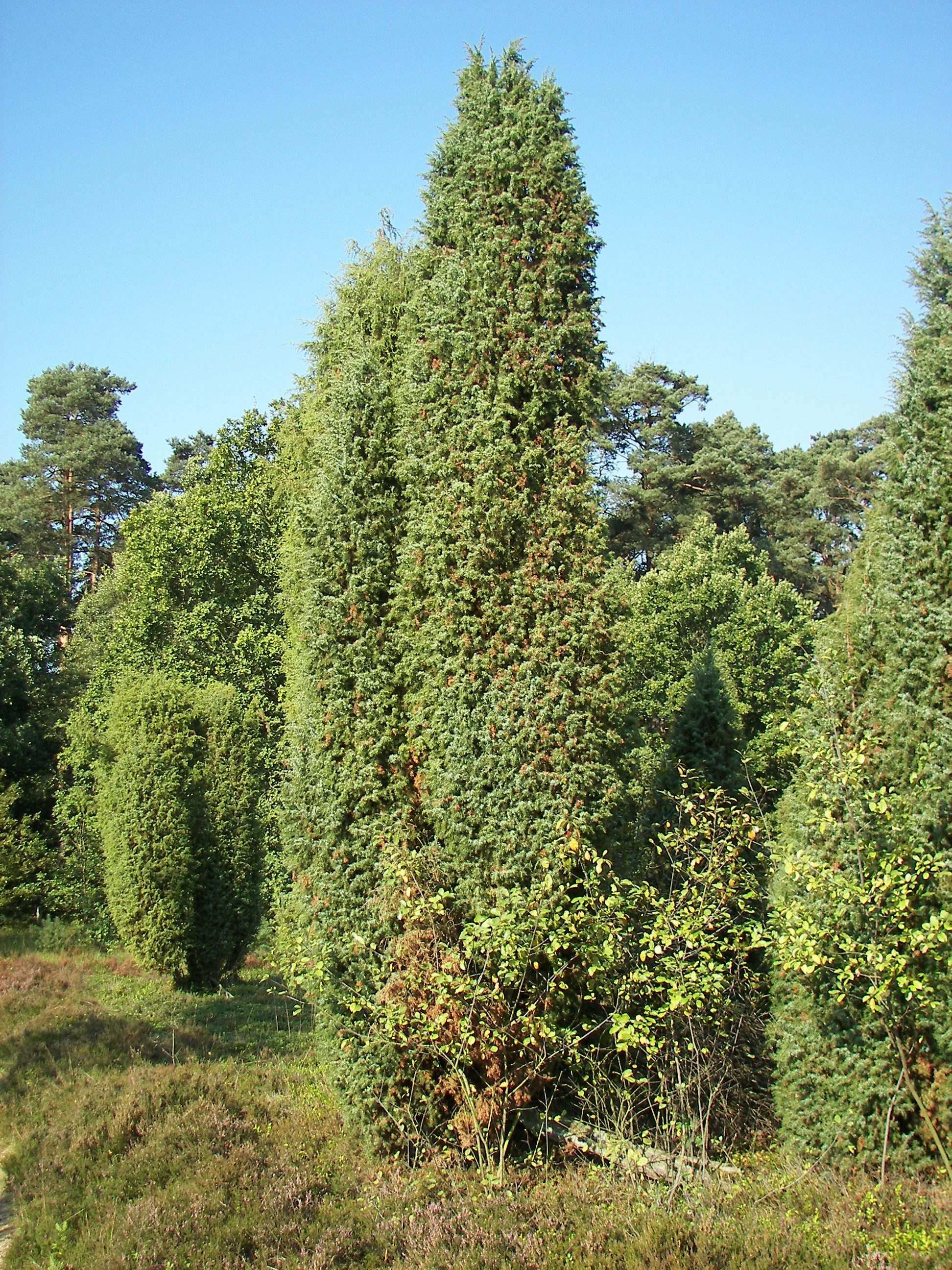
Jałowiec pospolity występujący w państwie holarktycznym

Państwo holarktyczne, Holarktyka, wokółbiegunowe państwo północne (Holarctis z gr. holos 'cały' i Arktyka) – państwo roślinne zajmujące największy obszar Ziemi, całą północną strefę umiarkowaną i zimną. W jego granicach znajduje się Europa, północna część Afryki, Azja z wyjątkiem jej części południowej oraz prawie cała Ameryka Północna. Sięga ono od bieguna północnego poza zwrotnik Raka. 
Wielki obszar zajmowany przez państwo wykazuje dużą jednolitość flory. Jest to spowodowane czynnikami historycznymi. Bogata flora obejmuje 50 tys. gatunków roślin okrytonasiennych. Około 45 rodzin endemicznych lub subendemicznych. Ze względu na znaczne zróżnicowanie termiczne i wilgotnościowe występuje różnorodność formacji roślinnych. Na południu są to lasy wilgotne na pół zimozielone oraz lasy twardolistne, bardziej na północ lasy zrzucające liście na zimę oraz lasy borealne. Na terenach suchych występują stepy, pustynie i półpustynie. 
Reprezentantami państwa są rodziny: wierzbowate, brzozowate, klonowate, różowate, krzyżowe, skalnicowate, jaskrowate, selerowate. Licznie są tu reprezentowane trawy oraz gatunki z rodziny astrowatych i motylkowatych. Z nagonasiennych obficie występują: sosna, jodła, świerk, modrzew i jałowiec.
Państwo jest dzielone na trzy podpaństwa:
- Podpaństwo Borealne
  - Obszar Cyrkumborealny (15 prowincji)
  - Obszar Wschodnioazjatycki (12 prowincji)
  - Obszar Ameryki Atlantyckiej (3 prowincje)
  - Obszar Ameryki Pacyficznej (2 prowincji)
- Podpaństwo Starośródziemnomorskie (Tetydzkie)
  - Obszar Makaronezyjski (4 prowincje)
  - Obszar Śródziemnomorski (9 prowincji)
  - Obszar Saharo-Sindyjski (2 prowincje)
  - Obszar Irańsko-Turański (12 prowincji)
- Podpaństwo Madreńskie (Sonorskie)
  - Obszar Madreński (4 prowincje)